# Loverboy (canção)
"Loverboy" é uma canção gravada pela artista musical estadunidense Mariah Carey. Foi divulgada a partir de 16 de julho de 2001 como o primeiro single do seu oitavo álbum de estúdio e também trilha sonora do filme Glitter (2001), tornando-se assim no lançamento de estreia da artista com a distribuidora fonográfica Virgin Records, após ela ter assinado um contrato discográfico de cinco álbuns no valor de US$ 100 milhões, algo inédito naquele momento. A obra foi composta por Carey com o auxílio de Larry Blackmon e Thomas Jerkins, sendo produzida e arranjada também pela artista juntamente com Clark Kent. Blackmon, integrante da banda Cameo, fez uma participação vocal na canção. Musicalmente, "Loverboy" é uma faixa predominantemente de R&B e dance que interpola elementos dos gêneros funk e hip-hop, contendo amostras da música "Candy" (1986), de autoria de Cameo. As suas letras retratam uma protagonista que deseja ser amada pelo seu parceiro, fazendo referências aos seus variados desejos sexuais. Um remix com a participação dos artistas Ludacris, Da Brat, Shawnna e Twenty II foi gravado e lançado também pela Virgin Records, de modo a aumentar a reprodução da canção nas estações de rádio.
Antes mesmo de seu lançamento como um single, "Loverboy" foi centro de diversas controvérsias, iniciando com as informações de que a cantora então novata Jennifer Lopez e Tommy Mottola — ex-marido de Carey — haviam roubado a ideia de incluir a amostra da faixa "Firecraker", da Yellow Magic Orchestra, na faixa "I'm Real" (2001), um mês após Carey ter iniciado a concepção e produção de "Loverboy". Uma vez que a trilha sonora de Glitter seria lançada alguns meses após o segundo álbum de estúdio de Lopez, intitulado J. Lo (2001), Carey tomou a decisão de trocar a amostra de "Firecracker" por "Candy". A segunda controvérsia em torno de "Loverboy" aconteceu após a intérprete apresentá-la no programa de televisão Total Request Live (TRL). Na ocasião, ela surgiu inesperadamente de detrás de uma cortina e cantou trechos da música sem o apoio de instrumentação, enquanto empurrava um carrinho de sorvetes. Seguidamente, ela foi entrevistada por Carson Daly, apresentador do TRL, e respondeu as questões elaboradas por ele com frases invulgares. Pouco tempo após isto, a cantora acabou sendo hospitalizada, o que resultou em uma divulgação fraca da faixa, bem como da trilha sonora de Glitter.
O single foi recebido com opiniões mistas pela crítica especializada em música contemporânea, com alguns deles vangloriando o seu estilo musical retrô, enquanto outros revelaram um desagrado pela participação de Cameo, pois ofuscava Carey, bem como pelo uso da amostra e os vocais da artista ao longo da canção. Comercialmente, obteve um sucesso moderado, conseguindo listar-se entre as vinte melhores posições nas paradas musicais da Austrália, Canadá, Itália e Reino Unido. Nos Estados Unidos, "Loverboy" conseguiu atingir a vice-liderança da Billboard Hot 100. Apesar de ter sido a faixa mais vendida de 2001 em território estadunidense, tornou-se a primeira faixa de Carey a ser lançada como o primeiro single de um trabalho de estúdio a não classificar-se no topo da tabela supracitada.
O vídeo musical para "Loverboy" foi dirigido pelo fotógrafo David LaChapelle e apresenta Carey como uma líder de torcida que segura a bandeira do grande campeão de uma corrida de carros que, neste caso, é o seu parceiro. Um vídeo musical para o remix do single também foi filmado, contendo o mesmo enredo que o da versão original, e sendo adicionadas as cenas dos artistas participantes. Ambos vídeos foram fortemente criticados por introduzirem uma imagem mais apelativa a nível sexual de Carey.

## Antecedentes e lançamento

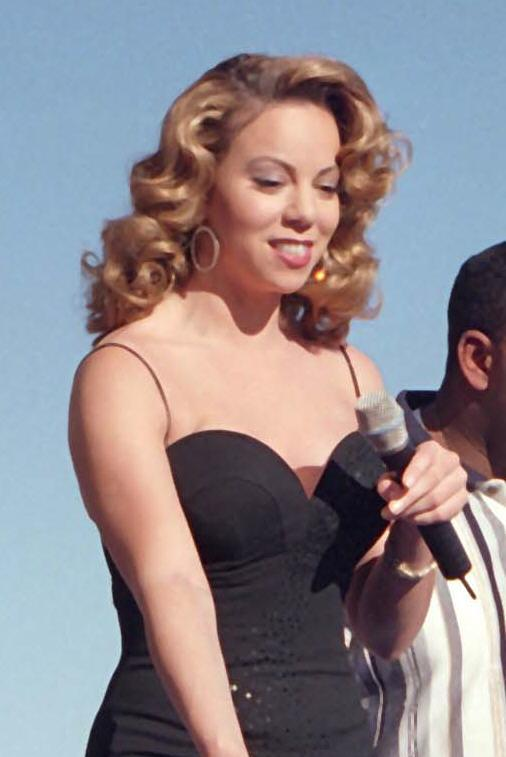
Carey em 1998 durante um evento promocional para o seu primeiro álbum de grandes sucessos, #1's.

Após o término das atividades promocionais de seu sexto álbum de estúdio, Butterfly (1997), Carey iniciou o desenvolvimento de um filme e de uma trilha sonora, ambos intitulados All That Glitters. No entanto, a gravadora Columbia Records — então comandada por seu ex-marido Tommy Mottola — pressionou-a bastante pressionou-a a lançar uma compilação de grandes sucessos, em tempo para a temporada de férias em novembro. Consequentemente, a artista deixou de trabalhar em All That Glitters, e o álbum #1's foi distribuído em novembro de 1998. Depois do lançamento do seu sétimo trabalho de estúdio, Rainbow, em 1999, no qual ela exerceu todo o controle criativo sobre seu som, a artista deixou sua música e imagem mais hip-hop e R&B. Logo depois, Carey completou o seu contracto com a Columbia Records, e assinou com a Virgin Records, editora subsidiária da EMI Records, em um acordo de cinco discos, no valor de US$ 100 milhões, além da editora ter dado à cantora todo o controle conceptual e criativo do projecto. Ela optou por gravar um álbum em parte misturado com influências da década de 80 e outros géneros semelhantes, para tornar-se igual à definição do filme, que era ambientado em 1982. Enquanto a data se aproximava, o título foi alterado simplesmente para Glitter. No início de 2001, Carey terminou o seu relacionamento de três anos com o cantor latino Luis Miguel. Além da divulgação pesada do projecto, a intérprete já havia gravado as cenas para a película e gravado a banda sonora acompanhante, bem como já ter filmado WiseGirls (2001).
Após o lançamento de "Loverboy" em 16 de julho de 2001, Carey iniciou uma curta campanha de divulgação da faixa. Três dias depois do lançamento da canção, ela fez uma aparição surpresa no programa de televisão Total Request Live (TRL). Quando o apresentador Carson Daly voltou à transmissão do programa após um intervalo comercial, Carey surgiu detrás de uma cortina e começou a cantar o tema em versão a capella, vestida com uma camisa cinza masculina que lia "Loverboy" escrita com letras grandes na sua parte frontal e empurrava um carrinho de picolé. Aparentemente ansiosa e alegre, a cantora começou a distribuir os sorvetes para a plateia e os convidados do programa, enquanto acenava para a multidão que assistia ao programa ao vivo na Times Square. Carey caminhou até a plataforma onde estava Daly e começou a fazer um strip-tease, durante o qual tirou a camisa e revelou um conjunto amarelo e verde, induzindo o apresentador a exclamar "Mariah Carey perdeu a cabeça!". Embora tenha mais tarde revelado que que o apresentador estava ciente da sua presença no local momentos antes do acaso ter ocorrido, a cantora admitiu que ele havia sido instruído a agir como se estivesse surpreso, a fim de proporcionar um efeito mais dramático para o programa. A apresentação de Carey no TRL recebeu alta atenção da mídia especializada, com críticos e jornalistas descrevendo o comportamento da artista como "problemático" e "errático". Nos dias seguintes à aparição, Carey começou a mostrar um comportamento invulgar durante uma sessão de autógrafos para a versão em CD single de "Loverboy" na Tower Records em Nova Iorque. Ao aperceber-se que estava sendo filmada, ela começou a sair do foco principal e começou a abordar diversas questões, tendo inclusive discutido com o apresentador de programas de rádio Howard Stern, e como sua forma de humor em seu programa a incomodava bastante. Naquele ponto, Cindy Berger, assessora da artista, pegou o microfone de sua mão e ordenou à produção para que parasse de filmar a entrevista. Devido à pressão da mídia, seu horário de trabalho pesado e sua consequente separação de Miguel, Carey começou a postar mensagens de voz estranhas e uma série de mensagens perturbadoras em sua página oficial online.
| “ | Eu estou tentando entender as coisas da vida neste momento, e entãosinto realmente que não deveria estar fazendo música neste exato momento. O que eu gostaria de fazer é apenas uma pequena pausa ou pelo menos ter uma noite de sono sem alguém aparecendo para me incomodar. Tudo o que eu realmente quero é ser apenas eu, e é isso que eu deveria ter feito em primeiro lugar ... Eu não costumo falar muito sobre isto, mas acho que eu não cuido de mim. | ” |

Após a rápida remoção das mensagens da página, Berger comentou que Carey vinha estando "obviamente exausta" e que "não estava pensando muito bem" quando decidiu publicar aquilo. Dois dias depois, em 26 de julho seguinte, a intérprete foi subitamente hospitalizada em Connecticut sob motivos de "extrema exaustão" e "um colapso físico e emocional". Carey ainda iria participar do evento Live and Almost Legal, que iria comemorar o vigésimo aniversário da MTV em 1º de agosto, contudo, a sua hospitalização impediu que isto se concretizasse. Carey ficou hospitalizada e sob cuidados médicos por duas semanas, e permaneceu sem ser vista pelo público por um tempo prolongado. Com a exagerada cobertura da imprensa no que concerne à hospitalização da cantora, a Virgin Records e a 20th Century Fox — produtora de Glitter — tomaram a decisão de adiar o lançamento da trilha sonora e da produção cinematográfica: de 21 de agosto a 11 de setembro de 2001, e de 31 de agosto a 21 de setembro de 2001, respetivamente. Com a ausência de Carey na mídia e a sua desistência da divulgação do filme e do álbum, o seu contrato de US$ 100 milhões com a Virgin acabou sendo reduzido pela metade, acompanhado pelo seu despedimento da gravadora. Esta decisão foi atribuída às baixas vendas do projeto e da recepção negativa universal em relação à sua hospitalização e ao filme.

## Estrutura musical e conteúdo
"Há canções que, definitivamente, vão levar as pessoas para o passado e fazê-las pensar: 'Ei, cara, esta canção é dos anos 1980 — eu costumava adorá-la enquanto crescia'. Ou pessoas que nunca ouviram as canções antes, dirão algo como: 'Isto é legal'. Quando você vir o filme, ouvirá as canções de andamento acelerado e as versões cover, e terá uma ideia de como teriam soado nos anos 80, mas o álbum está do jeito que eu queria, e as baladas comportam-se como canções normais de um álbum de Mariah Carey."

— Carey em entrevists ao VH1 abordando o estilo musical presente em Glitter.
"Loverboy" é uma canção de andamento acelerado composta por Mariah Carey, Larry Blackmon e Thomas Jenkins. Ela deriva dos gêneros musicais R&B, pop e hip-hop e incorpora melodias que foram popularizadas ao longo da década dos anos 1980. Sendo o primeiro lançamento de Glitter, um álbum que se mostra bastante diferente de qualquer outro trabalho anterior da cantora, concentrando-se fortemente na recriação da música disco da década de 1980 de modo a igualar-se à temática do filme, "Loverboy" marca o primeiro lançamento de Carey desde o álbum Emotions (1991) cuja sonoridade remete a décadas anteriores. O refrão da música gira em torno de uma amostra da canção "Candy" (1986), de autoria do grupo Cameo, que também faz uma participação vocal na canção. De acordo com o jornalista Chuck Taylor, da revista Billboard, "Loverboy" é uma lembrança de muitos dos primeiros singles de álbuns de Carey, que também eram baseados em amostras de canções antigas. Devido ao uso excessivo da amostra de "Candy", e a combinação pesada da instrumental e dos vocais, Taylor afirmou que fizeram com que a canção ficasse "desprovida de um refrão típico". Elios Therepio, da revista NME, achou que a ideia da incorporação da amostra de "Candy" foi uma genialidade "no papel", mas uma vez gravada, sofreu de vários erros técnicos. Ele também sentiu que a canção não atingiu o mesmo sucesso de "Fantasy", que também usa uma melodia de uma canção antiga, e criticou a inclusão do "teclado e arranjos sintetizados". Sobre a voz de Carey, chamou-a de "obscura", expressando a sua dificuldade em entender as frases de Carey. Gil Kaufman, da MTV News, notou a inclusão de "baixo tímido [e] guitarras de rock". Liricamente, a protagonista da canção quer encontrar um homem mais velho que a "ame de verdade". Therepio encontrou ironias na parte "homem mais velho", porque Carey já teve um &mdash referindo-se ao seu ex-marido Tommy Mottola. Adicionalmente, ele sentiu que a intérprete estava mudando sua imagem de uma cantora de baladas para uma "imagem pin-up de uma estrela pop". A letra da canção é sexual, e apresenta a protagonista procurando por um "namorado" para realizar seus desejos: "Loverboy come on and love me/Give me more".
Durante o ano de 2000, Carey já havia escrito e gravado canções para Glitter. Durante este período, ela desenvolveu o conceito do primeiro single do álbum, "Loverboy". Originalmente, Carey iria usar amostras da melodia e do gancho da canção da banda Yellow Magic Orchestra, "Firecracker", usando uma interpolação de todo o refrão e introdução. Carey havia terminado o seu contrato com a Columbia Records, quando a cantora Jennifer Lopez assinou para a Epic Records, gravadora subsidiária da Sony Music Entertainment, cujo dono era Tommy Mottola. Lopez havia começado a gravar material para o seu álbum J. Lo (2001). De acordo com Irv Gotti, da The Inc. Records, Mottola sabia que a amostra de "Firecracker" iria ser usada por Carey, e quis que Lopez usasse a mesma amostra antes dela. Na época, Mariah tornava-se cada vez mais paranóica sobre executivos de fora de sua gravadora sendo informados sobre Glitter, especialmente após a notícia de "roubo" de Lopez de sua ideia. Quando os publicadores de "Firecracker" foram perguntados sobre isto, eles declararam que Carey havia feito o pedido para usar a amostra antes de Lopez, que pediu mais de um mês depois, por intervio de Mottola. Após o escândalo, Carey usou amostra desejada, pois o álbum de Lopez era para ser lançado muito antes do que Glitter. Posteriormente, ela mudou a composição de "Loverboy", e incorporou uma nova amostra, "Candy" do grupo Cameo. Segundo Gotti, Mottola entrou em contato com ele com instruções para criar uma canção que soasse exatamente como outra faixa de Glitter, "If We", com os rappers Ja Rule e Nate Dogg. A amostra de "Firecracker" acabou por ser utilizada por Lopez na canção "I'm Real", do seu álbum J.Lo.
Juntamente com a versão padrão da canção, o remix oficial de "Loverboy" foi incluída em Glitter. Intitulado "Loverboy" (Remix)", usa a mesma amostra da versão do álbum e mostra todos os vocais originais de Carey. Tem uma introdução diferente, as partes cantadas e faladas de Cameo são bastante reduzidas (e não são creditadas), e versos adicionais de Da Brat, Ludacris, Shawnna, e Twenty II.

## Crítica profissional
"Loverboy" recebeu críticas mistas dos críticos de música; muitos não aprovaram com a incorporação da amostra, e sentiram que a canção não focava em Carey e não mostrava nada de novo ou alguma inovação. Adicionalmente, muitos críticos não se impressionaram com os vocais de Carey e a produção da canção. Natalie Nichols do Los Angeles Times, sentiu que "Loverboy" era "baseada" e não apresentava nada de novo para o público de Carey. Edna Gunderson do USA Today escreveu que a canção como um todo era "imperfeita", enquanto Glenn Gamboa do Newsday a descreveu como "morna". Harry Guerin do Raidió Teilifís Éireann disse que a canção era um dos "melhores momentos" de Carey em Glitter. O editor da Allmusic, Stephen Thomas Erlewine listou a canção como a única "recomendada" de Glitter, enquanto Gil Kaufman da MTV News a chamou de "divertida, um número de dança de andamento acelerado". Craig Seymour da Entertainment Weekly deu a nota C- para "Loverboy", e criticou seu conteúdo lírico e produção. Chuck Taylor da Billboard descreveu a canção como uma "auto-sabotagem" e sentiu que Carey estava apostando sua longevidade.
Aquando do lançamento do seu remix, os críticos novamente criticaram a canção, aceitando que a inclusão de novos artistas, apenas dá mais dificuldade de escutar e entender o que Carey canta. Muitos disseram que a inclusão de novos versos "ofuscaram" a cantora, enquanto outros sentiram que eles fizeram da canção mais tumultuada. Elios Therepio da NME avaliou o remix com cinco de dez estrelas, e alegando que a canção era o primeiro single de um álbum de Carey mais fraco desde "Fantasy" (1995). Jim Farber do Daily News negativou o verso de Da Brat. Len Righi do The Morning Call descreveu o remix como "pateta", enquanto Jim Abbott do Orlando Sentinel sentiu que os participantes da canção "ofuscaram" Carey.

## Desempenho comercial
"Loverboy" não conseguiu atingir fortes posições em paradas de mercados internacionais, e recebeu fraco airplay nos Estados Unidos. Depois isso, a gravadora Virgin reduziu o preço do single para 49 centavos, na esperança de um aumento nas vendas, pois a gravadora não queria que o seu primeiro lançamento com a cantora fosse um fracasso comercial. "Loverboy" ficou nas primeiras posições da Billboard Hot 100 por quatro semanas consecutivas, mas devido ao airplay fraco, atingiu apenas a segunda posição. "Loverboy" terminou o ano de 2001 sendo o single mais vendido nos Estados Unidos, vendendo 570 mil cópias, quase metade das vendas de seu último single mais vendido, que acumulou vendas de um milhão de cópias. A Recording Industry Association of America (RIAA) certificou a canção com Ouro, denotando vendas de mais de 500 mil unidades. No Canadá, "Loverboy" atingiu a terceira posição na Canadian Singles Chart, e esteve na parada por treze semanas.
Na Oceania e Europa, "Loverboy" não entrou no vinte primeiras posições na maioria dos países. A canção estreou na sétima posição no Australian Singles Chart, durante a semana de 29 de julho de 2001. Na semana seguinte, a canção começou a declinar e continuou na parada por mais sete semanas. A canção foi certificada com Ouro na Australian Recording Industry Association (ARIA), por ter sido distribuído mais de 35 mil unidades da canção. Em 29 de Julho de 2001, "Loverboy" estreou na posição sessenta e cinco na Ö3 Austria Top 40, ficando por três semanas na parada. A canção alcançou fracas posições em todos os dois territórios da Bélgica, atingindo a posição quarenta e nove em Flanders, e trinta e sete, na Valônia. Debutando a posição cinquenta e quatro na França, pernaneceu na parada por nove semanas, antes de sair dela em 3 de novembro de 2001. Na parada Dutch Top 40, a canção estreou na posição sessenta e oito. Em 26 de julho de 2001, "Loverboy" estreou na posição quarenta e nove na Swedish Singles Chart, e atingiu a posição quarenta e quatro. Similarmente na Suécia, a canção atingiu a posição sessenta e seis, e ficou apenas quatro semanas na parada. No UK Singles Chart, a canção estreou na décima-segunda posição. Na semana seguinte, a canção caiu na posição vinte e nove, antes de sair do top quarenta, duas semanas depois.

## Vídeo musical

Carey é mostrada como a "garota das rodas", numa sequência inspirada em caleidoscópio.

Dois vídeos musicais foram gravados, para a canção e o remix, e ambos dirigidos por David LaChapelle. Carey aparece no vídeo com uma cor de cabelo mais clara do que ela ostentava no passado, e usava uma série de conjuntos reveladores. O vídeo começa com Cameo dirigindo seus carros numa pista de corrida, enquanto Carey, vestindo roupas reveladoras, é mostrada a cantar em um carro, posicionada como em um dia quente de verão. Ela aparece segurando bandeiras como a "menina das bandeiras" e dançando como a "menina dos pneus" em uma sequência inspirada em caleidoscópio, antes de cortar para uma multidão gritando.  Várias outras cenas de Carey com um macacão rosa enquanto cantava em cima de um carro de corrida, e como uma modelo de carros numa feira de automóveis são mostradas. Um vídeo também foi feito para o remix e retém a maior parte das cenas do vídeo original. Nele, Ludacris e Shawnna podem ser vistos batendo cantando seus versos juntos enquanto eles estão em um velho carro, enquanto Da Brat e Twenty II cantam seus versos juntos em um carro mais moderno, sem o teto dele.
O vídeo musical recebeu geralmente opiniões divergentes de críticos, muitos dos quais sentiram que Carey foi retratada de forma sexual abertamente. Sal Cinquemani, da revista Slant sentiu que o vídeo era "bastante brilhante". Em uma lista mostrando "Os 5 vídeos musicais mais sensuais", Priya Elan da NME incluiu o vídeo musical na terceira posição. Japiya Burns do The Daily Michigan criticou a atuação de Carey no vídeo, principalmente o seu sutiã de lenço. Ele achava que ao usá-lo, Carey foi barateando a si mesma e sua imagem ia se assemelhando a jovens cantoras pop, como Britney Spears.

## Lista de faixas
A versão digital de "Loverboy" lançada na iTunes Store, contém duas faixas, a primeira com duração de três minutos e cinquenta e um segundos, e a segunda, com quatro minutos e trinta segundos.
| Download digital |                    |         |  |
| N.º              | Título             | Duração |  |
| 1.               | "Loverboy"         | 3:51    |  |
| 2.               | "Loverboy (Remix)" | 4:30    |  |

| CD single australiano |                                           |         |  |
| N.º                   | Título                                    | Duração |  |
| 1.                    | "Loverboy" (com Cameo)                    |         |  |
| 2.                    | "Loverboy" (Remix com Da Brat e Ludacris) |         |  |
| 3.                    | "Loverboy" (Remix de Club of Love)        |         |  |
| 4.                    | "Loverboy" (Remix de MJ Cole)             |         |  |
| 5.                    | "Loverboy" (Remix de Dub Love)            |         |  |

| CD single promocional australiano |                                                  |         |  |
| N.º                               | Título                                           | Duração |  |
| 1.                                | "Loverboy" (com Cameo)                           |         |  |
| 2.                                | "Loverboy" (Mix Club of Love de David Morales)   |         |  |
| 3.                                | "Loverboy" (Remix com Da Brat e Ludacris)        |         |  |
| 4.                                | "Loverboy" (Edição de rádio Main Mix de MJ Cole) |         |  |
| 5.                                | "Loverboy" (Mix Club of Love de David Morales)   |         |  |

| CD single japonês |                                           |         |  |
| N.º               | Título                                    | Duração |  |
| 1.                | "Loverboy" (com Cameo)                    |         |  |
| 2.                | "Loverboy" (Remix com Da Brat e Ludacris) |         |  |

| Maxi-single europeu |                                           |         |  |
| N.º                 | Título                                    | Duração |  |
| 1.                  | "Loverboy" (Remix de MJ Cole)             |         |  |
| 2.                  | "Loverboy" (Edição de rádio de MJ Cole)   |         |  |
| 3.                  | "Loverboy" (Mix London Dub de MJ Cole)    |         |  |
| 4.                  | "Loverboy" (Instrumental de MJ Cole)      |         |  |
| 5.                  | "Loverboy" (Remix Club of Love)           |         |  |
| 6.                  | "Loverboy" (Edição de rádio Club of Love) |         |  |
| 7.                  | "Loverboy" (Dreamy Club of Love)          |         |  |
| 8.                  | "Loverboy" (Remix Dub of Love)            |         |  |

| CD single europeu |                                           |         |  |
| N.º               | Título                                    | Duração |  |
| 1.                | "Loverboy" (com Cameo)                    |         |  |
| 2.                | "Loverboy" (Remix com Da Brat e Ludacris) |         |  |

| Vinil de 12" britânico single europeu |                                        |         |  |
| N.º                                   | Título                                 | Duração |  |
| 1.                                    | "Loverboy" (Drums of Love)             |         |  |
| 2.                                    | "Loverboy" (Remix Dub Love)            |         |  |
| 3.                                    | "Loverboy" (Mix de MJ Cole London Dub) |         |  |

| Maxi-single promocional britânico |                                 |         |  |
| N.º                               | Título                          | Duração |  |
| 1.                                | "Loverboy" (com Cameo)          |         |  |
| 2.                                | "Loverboy" (Remix de MJ Cole)   |         |  |
| 3.                                | "Loverboy" (Remix Club of Love) |         |  |

| Maxi-single americano |                                           |         |  |
| N.º                   | Título                                    | Duração |  |
| 1.                    | "Loverboy" (com Cameo)                    |         |  |
| 2.                    | "Loverboy" (Remix com Da Brat e Ludacris) |         |  |
| 3.                    | "Loverboy" (Remix de MJ Cole)             |         |  |
| 4.                    | "Loverboy" (Instrumental de MJ Cole)      |         |  |
| 5.                    | "Loverboy" (Mix London Dub de MJ Cole)    |         |  |
| 6.                    | "Loverboy" (Remix Club of Love)           |         |  |
| 7.                    | "Loverboy" (Remix Dub Love)               |         |  |
| 8.                    | "Loverboy" (Drums of Love)                |         |  |

## Créditos e pessoal
Os créditos seguintes foram adaptados do encarte da trilha sonora Glitter (2001):
| - Mariah Carey — composição, produção e arranjos, vocais principais, vocais de apoio - Larry Blackmon — composição, vocais - Tomi Jenkins — composição - Clark Kent — produção e arranjos - Carl "Butch" Smallz — percussão - Peter Novak — engenharia - Andrew Felluss — engenharia - Anne Mincieli — engenharia - Anthony Kilhoffer — engenharia - Elliot Blakely — engenharia - Dana Jon Chappelle — mixagem, engenharia, gravação - Michael "Mikizza" Schlesinger — mixagem - Mary Ann Tatum — vocais de apoio - Brian Paluralski — engenharia - Jason Schweitzer — engenharia - John Nettlesbey — engenharia - Kelly Hibbert — engenharia - Patrick Webber — engenharia - Ryan Smith — engenharia - Florian Ammon — engenharia - Michael "Mikizza" Schlesinger — mixagem | Remix - Shawntae Harris — composição, vocais - Christopher Bridges — composição, vocais - Rashawnna Guy — composição, vocais - Twenty II — composição, vocais - Mary Ann Tatum — vocais de apoio - Larry Blackmon — composição, vocais de apoio - Tomi Jenkins — vocais de apoio - Patrick Webber — engenharia - Andrew Fellus — engenharia - Dana Jon Chappelle — engenharia, mixagem, gravação - Florian Ammon — engenharia - Milwaukee Buck — engenharia - Michael "Mikizza" Schlesinger — engenharia, mixagem - Andrew Fellus — assistência de engenharia - Anne Mincieli — assistência de engenharia - Darrell Thorpe — assistência de engenharia - Greg Burns — assistência de engenharia - Jeff Burns — assistência de engenharia - John Tyree — assistência de engenharia - John Nettlesbey — assistência de engenharia - Kelly Hibbert — assistência de engenharia - Brian Paluralski — mixagem vocal - Elliot Blakely — mixagem vocal - Jason Schweitzer — mixagem vocal - Kevin Guarnieri — mixagem vocal - Peter Novak — mixagem vocal - Carl Butch Smallz — percussão - Clark Kent — produção e arranjos - Thomas Jenkins — composição |

## Desempenho nas paradas musicais
| Tabela musical (2001)                        | Melhor posição |
| -------------------------------------------- | -------------- |
| África do Sul (RISA)                         | 50             |
| Alemanha (Offizielle Deutsche Charts)        | 57             |
| Austrália (ARIA)                             | 7              |
| Áustria (Ö3 Austria Top 75)                  | 65             |
| Bélgica (Ultratop 50 de Flandres)            | 49             |
| Bélgica (Ultratop 50 da Valônia)             | 34             |
| Canadá (Nielsen SoundScan)                   | 3              |
| Escócia (Scottish Singles Chart)             | 23             |
| Estados Unidos (Billboard Hot 100)           | 2              |
| Estados Unidos (Billboard Dance Club Songs)  | 45             |
| Estados Unidos (Billboard R&B/Hip-Hop Songs) | 1              |
| Estados Unidos (Billboard Mainstream Top 40) | 37             |
| Estados Unidos (Billboard Rhythmic)          | 21             |
| Estados Unidos (Billboard Top 40 Tracks)     | 40             |
| França (SNEP)                                | 54             |
| Irlanda (IRMA)                               | 50             |
| Itália (FIMI)                                | 13             |
| Japão (Oricon)                               | 52             |
| Países Baixos (Dutch Top 40)                 | 35             |
| Países Baixos (Single Top 100)               | 34             |
| Reino Unido (UK Singles Chart)               | 12             |
| Reino Unido (OCC UK R&B)                     | 5              |
| Suécia (Sverigetopplistan)                   | 44             |
| Suíça (Schweizer Hitparade)                  | 66             |

| Tabela musical (1999)                            | Melhor posição |
| ------------------------------------------------ | -------------- |
| Estados Unidos (Billboard Hot 100)               | 80             |
| Estados Unidos (Billboard Hot R&B/Hip-Hop Songs) | 58             |
| Países Baixos (Dutch Top 40)                     | 247            |

## Vendas e certificações
| Região                                         | Certificação | Vendas  |
| ---------------------------------------------- | ------------ | ------- |
| Austrália (ARIA)                               | Ouro         | 35,000^ |
| Estados Unidos (RIAA)                          | Ouro         | 500,000 |
| ^distribuições baseadas apenas na certificação |              |         |